# RMS Mauretania (1906)
Pour les autres navires du même nom, voir RMS Mauretania (1938).
Le RMS Mauretania est un paquebot transatlantique britannique armé par la Cunard et construit par les chantiers Swan Hunter & Wigham Richardson à Wallsend. Lancé le 20 janvier 1906, il est alors l'un des paquebots les plus grands et les plus rapides du monde. Il remporte le Ruban bleu en 1907 et conserve son record pendant vingt-deux ans.
Son nom vient de la province romaine de Maurétanie, tout comme son sister-ship, le RMS Lusitania qui tire son nom de la province de Lusitanie.
Le Mauretania, et son jumeau le Lusitania, surnommés les « lévriers des mers », constituent dans l'histoire les deux seuls bateaux du début du XXe siècle propulsés par des turbines à vapeur à commande directe, cette technologie revêtant un caractère exceptionnel pour l'époque. Certains paquebots construits ultérieurement furent adaptés en tenant compte d'une réduction des turbines.

## Histoire

### Contexte
Au début du XXe siècle, l'Allemagne détient les records de vitesse avec ses super-paquebots Kaiser Wilhelm der Grosse et le Deutschland. Ceux-ci ont en effet battu les records établis par le Campania et le Lucania, appartenant à la Cunard Line. Dans le même temps, le financier américain John Pierpont Morgan réunit au sein de l'International Mercantile Marine Company de plus en plus de compagnies maritimes, notamment la White Star Line et la Red Star Line. La Cunard reste la seule compagnie britannique indépendante. Retrouver son prestige n'est donc pas qu'une question concernant la compagnie mais une question de prestige national.
En 1902, le gouvernement britannique et la Cunard signent un accord concernant la construction de deux super-paquebots, le Lusitania et le Mauretania : le gouvernement finance en partie les navires contre la garantie d'une vitesse supérieure à 24 nœuds et la possibilité de convertir les navires en croiseurs auxiliaires en cas de besoin. Ainsi, la Cunard obtient du gouvernement un crédit de 2,6 millions de livres à 2,75 % d'intérêts.

### Conception et construction
Le Mauretania est conçu par un architecte de la Cunard, Leon Peskett, et Swan Hunter. L'idée de départ des architectes est de construire des paquebots à trois cheminées. Une quatrième cheminée factice est rajoutée pour des raisons esthétiques et symboliques, ce qui avait déjà été fait sur les paquebots allemands de la Norddeutscher Lloyd et qui est plus tard vu sur les paquebots de classe Olympic de la White Star Line. Pour permettre au navire de naviguer plus vite, sa largeur est réduite, lui donnant une fâcheuse tendance à rouler en haute mer.

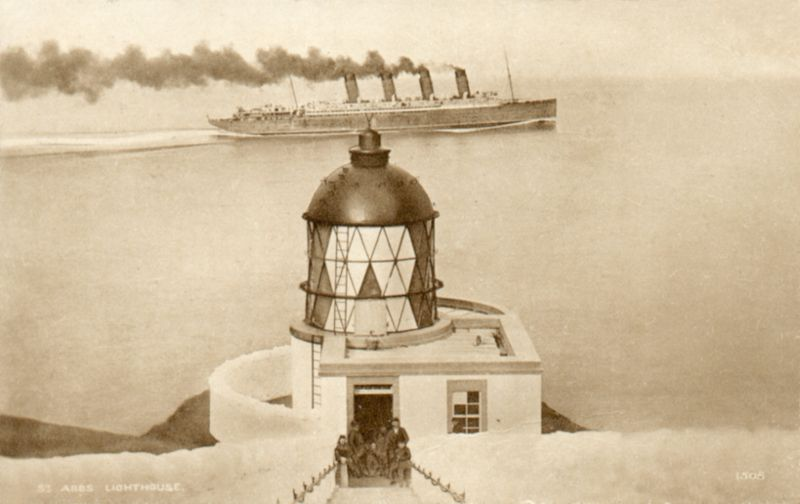
Le Mauretania pendant une épreuve de vitesse au large du phare de St Abbs Head.

Le 20 septembre 1906, le Mauretania est baptisé et lancé par la duchesse de Roxburghe. Il est alors le plus gros objet mobile jamais construit, plus grand que le Lusitania de 1 mètre et de 400 tonneaux. Les différences majeures entre les deux navires résident en deux points : le Mauretania est légèrement plus long et il possède des manches à air différentes (celles du Lusitania étant plates). Les sabords de sa passerelle sont carrés, contrairement à ceux de son sister-ship. De plus, le Mauretania est légèrement plus puissant que son jumeau et possède des hélices plus larges de six pouces. Ce navire utilise la récente invention de Charles Algernon Parsons : la turbine. Il comporte en effet quatre turbines à vapeur construites par la Walsend Slipway Co. Ltd qui actionnent quatre hélices à trois pales. Contrairement au Lusitania, les turbines possèdent plusieurs étages. Lors des essais de vitesse, il montre une fâcheuse tendance à vibrer fortement, défaut qui est partiellement résolu avant son entrée en service.
Le Mauretania, contrairement à son frère, est richement décoré de panneaux de bois et dispose même d'un ascenseur, innovation jamais vue sur un paquebot. La salle à manger de première classe s'étend sur plusieurs ponts et est surplombée par une vaste verrière. De même, les salons de première et seconde classe sont richement décorés et surplombés de coupoles laissant entrer la lumière du soleil. Ses cabines offrent une grande variété, 14 sortes en première classe, 5 en seconde et 10 en troisième. Le navire est enfin le premier à être pourvu d'un café véranda sur le pont supérieur, derrière la dernière cheminée.

### Début de carrière

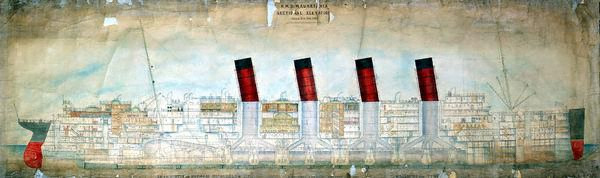
Vue en coupe longitudinale du Mauretania.

Le Mauretania quitte Liverpool pour son voyage inaugural le 16 novembre 1907 sous le commandement de John Pritchard. Il obtient le mois suivant le record de vitesse pour un paquebot, atteignant une vitesse moyenne de 23,69 nœuds (43,87 km/h). Le 2 mai 1908, le navire heurte un objet immergé et est endommagé. Cet accident est l'occasion de remplacer les deux hélices centrales par des hélices à quatre pales. En septembre 1909, il remporte le Ruban bleu pour la traversée la plus rapide de l'Atlantique, d'est en ouest. Durant cette période, le Mauretania transporte notamment à son bord Alexander Carlisle, architecte naval des chantiers Harland & Wolff et futur concepteur du Titanic. Le paquebot connaît un désagrément en décembre 1910, lorsqu'il rompt ses amarres dans la Mersey. Les dommages qui en résultent conduisirent à l'annulation de son voyage de Noël vers New York. Le Lusitania le remplace finalement pour cette traversée. En juin 1911, le Mauretania transporte des milliers de personnes venues assister au couronnement de George V.
En 1913, il subit une remise en état annuelle et une modification des turbines. Le 26 janvier 1914, au cours de cette refonte à Liverpool, quatre hommes sont tués et six blessés par l'explosion d'une bonbonne de gaz au cours de travaux sur les turbines. Les dommages sont cependant suffisamment restreints pour que le Mauretania puisse reprendre du service deux mois plus tard.

### Première Guerre mondiale

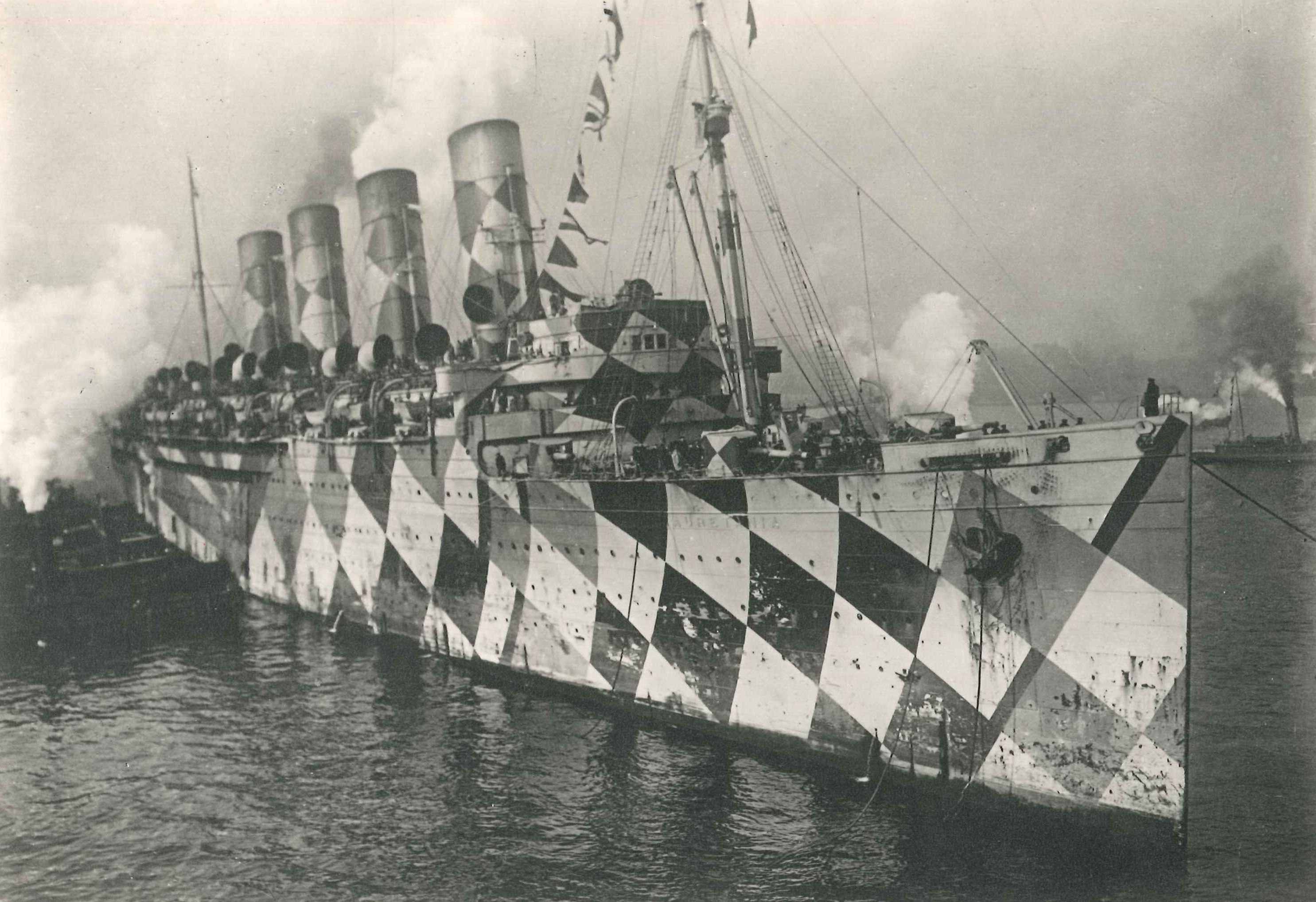
Le HMT Mauretania et son camouflage dazzle.

Lorsque le Royaume-Uni entre en guerre contre l'Allemagne le 4 août 1914, le Mauretania et l’Aquitania sont réquisitionnés par le gouvernement pour servir de croiseurs auxiliaires. Cependant, leur taille et leur consommation de carburant en font des proies faciles, et ils reprennent leur service civil le 11 août. Le nombre de passagers se réduisant dans ce contexte troublé, le Mauretania est laissé à quai à Liverpool jusqu'en mai 1915, lorsque son jumeau le Lusitania est torpillé par un U-boot.
Alors qu'il est sur le point de remplacer le Lusitania dans ses traversées de l'Atlantique, le gouvernement le réquisitionne pour participer à la campagne de Gallipoli comme transport de troupes. Sa vitesse et son camouflage lui évitent d'être torpillé par un sous-marin allemand qui l'avait pris en chasse. En effet, son camouflage est composé de nombreuses figures géométriques de couleurs vives destinées à casser la continuité du navire et, de fait, à éviter tout torpillage. 

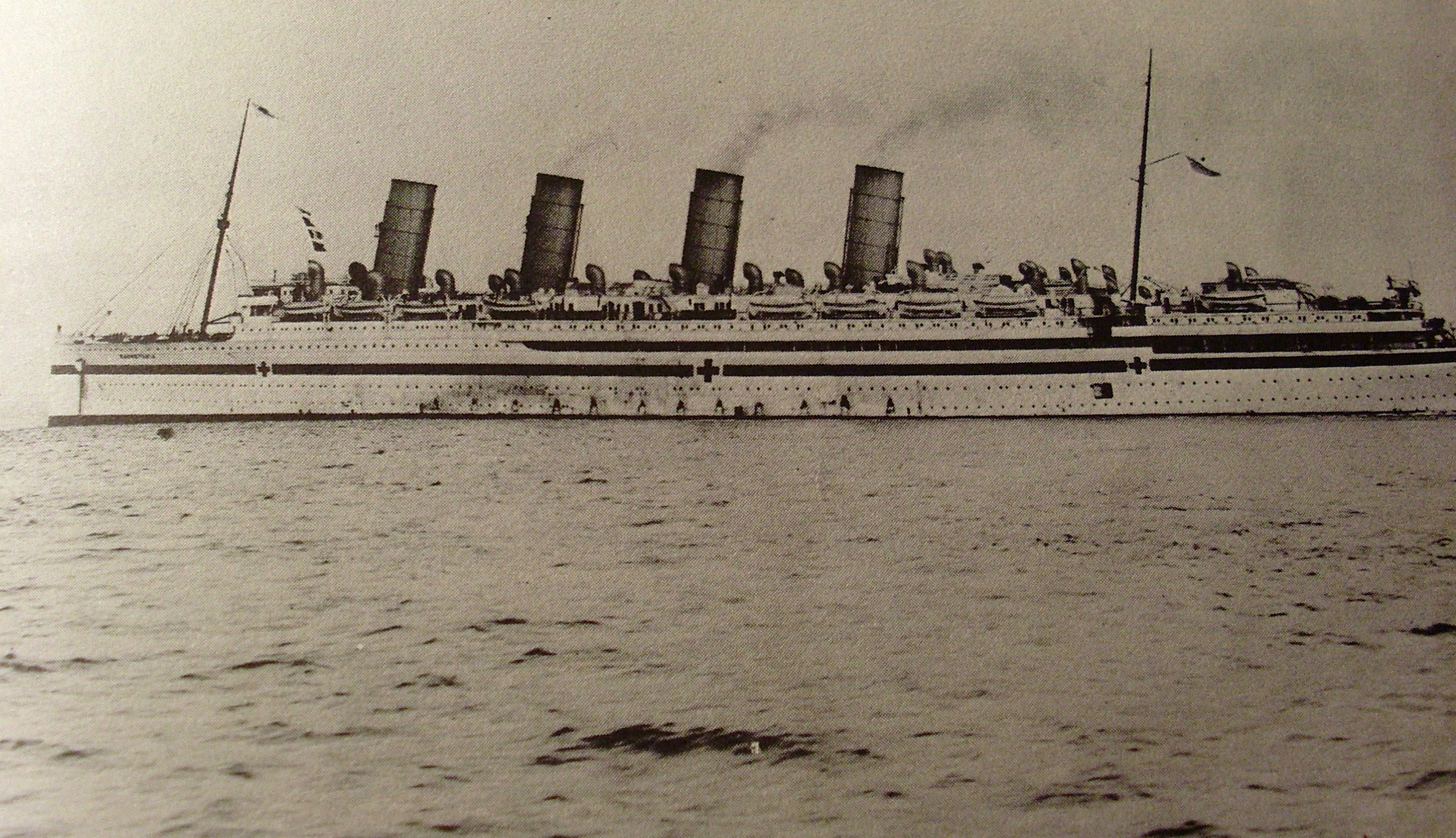
Le HMHS Mauretania, devenu navire-hôpital.

Quand les armées britannique et française commencent à subir des pertes, le Mauretania est choisi pour devenir un navire-hôpital, tout comme l’Aquitania de la Cunard et le Britannic de la White Star Line, et le 25 janvier 1916, il est prêt à s'occuper des blessés. Son camouflage est changé pour une peinture blanche et de grandes croix rouges apposées sur les flancs du navire.
Sept mois plus tard, il redevient transport de troupes et est chargé par le gouvernement canadien de transporter des troupes entre Halifax et Liverpool. Enfin, lorsque les États-Unis entrent en guerre en avril 1917, il transporte des troupes américaines jusqu'à la fin de la guerre.

### L'après-guerre

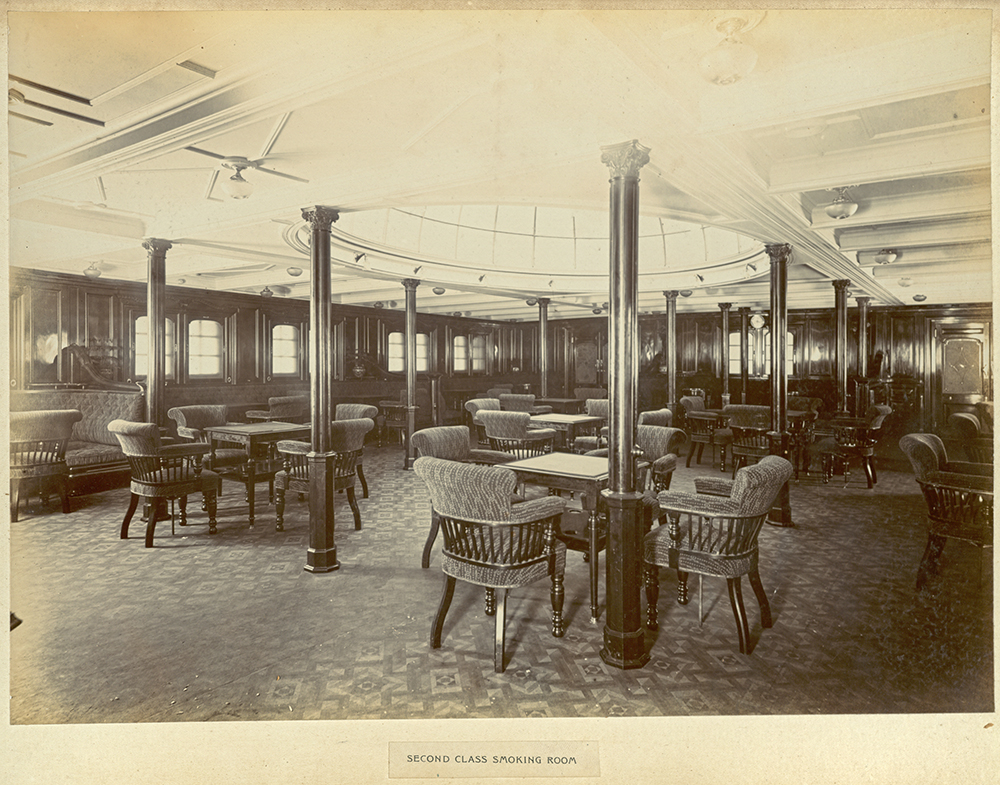
Le fumoir de seconde classe du Mauretania.

Le Mauretania revient à la vie civile le 21 septembre 1919. La compagnie est contrainte de différer des travaux initialement prévus pour faire face à la demande croissante. En 1921, il connaît un nouveau problème lorsqu'un incendie se déclare sur le pont E, les dommages se limitant finalement à la zone des cabines de première classe après l'intervention des pompiers de Southampton. Sa compagnie lui offre donc une refonte dans les chantiers qui l'avaient vu naître, et il subit notamment des changements concernant ses chaudières qui fonctionnent désormais au mazout. Lorsqu'il reprend du service, il devient rapidement évident que ses turbines commencent à montrer des signes de faiblesse. Il subit une nouvelle remise à neuf en 1923 à Southampton. Une grève éclatant pendant les réparations, la Cunard le fait déplacer à Cherbourg où les travaux sont achevés par les Ateliers J. Hamel. Il reprend finalement du service en mai 1924.
Un nouveau problème peu commun se pose au Mauretania lorsque la commission du port de Cowes, sur l'île de Wight, se plaint du fait que les accélérations du paquebot ont provoqué une inondation dans la rue principale de la ville, entraînant de nombreux dégâts. Le pilote est alors inculpé pour avoir fait accélérer le navire trop près des côtes.
En 1928, sa décoration intérieure est modernisée et, en 1929, il est détrôné par le paquebot transatlantique allemand Bremen, de la Norddeutscher Lloyd. Le 27 août, la compagnie permet à son lévrier des mers de tenter de reprendre son record en lui offrant une nouvelle refonte. Cependant, ces efforts sont vains. Ceci permet cependant au Mauretania de surpasser ses propres records dans les deux sens. En 1929, il heurte un ferry au large du phare de Robbins Reef (New Jersey), mais personne n'est tué ou blessé et les dommages sont rapidement réparés. En 1930, la Grande Dépression et l'apparition d'une nouvelle génération de paquebots conduit à sa conversion en navire de croisière (fonction qu'il avait déjà endossée dans la Méditerranée en janvier 1923). Lorsque la Cunard et la White Star Line fusionnent en 1934, le Mauretania est retiré du service tout comme l’Olympic et le Majestic.

### Fin de carrière

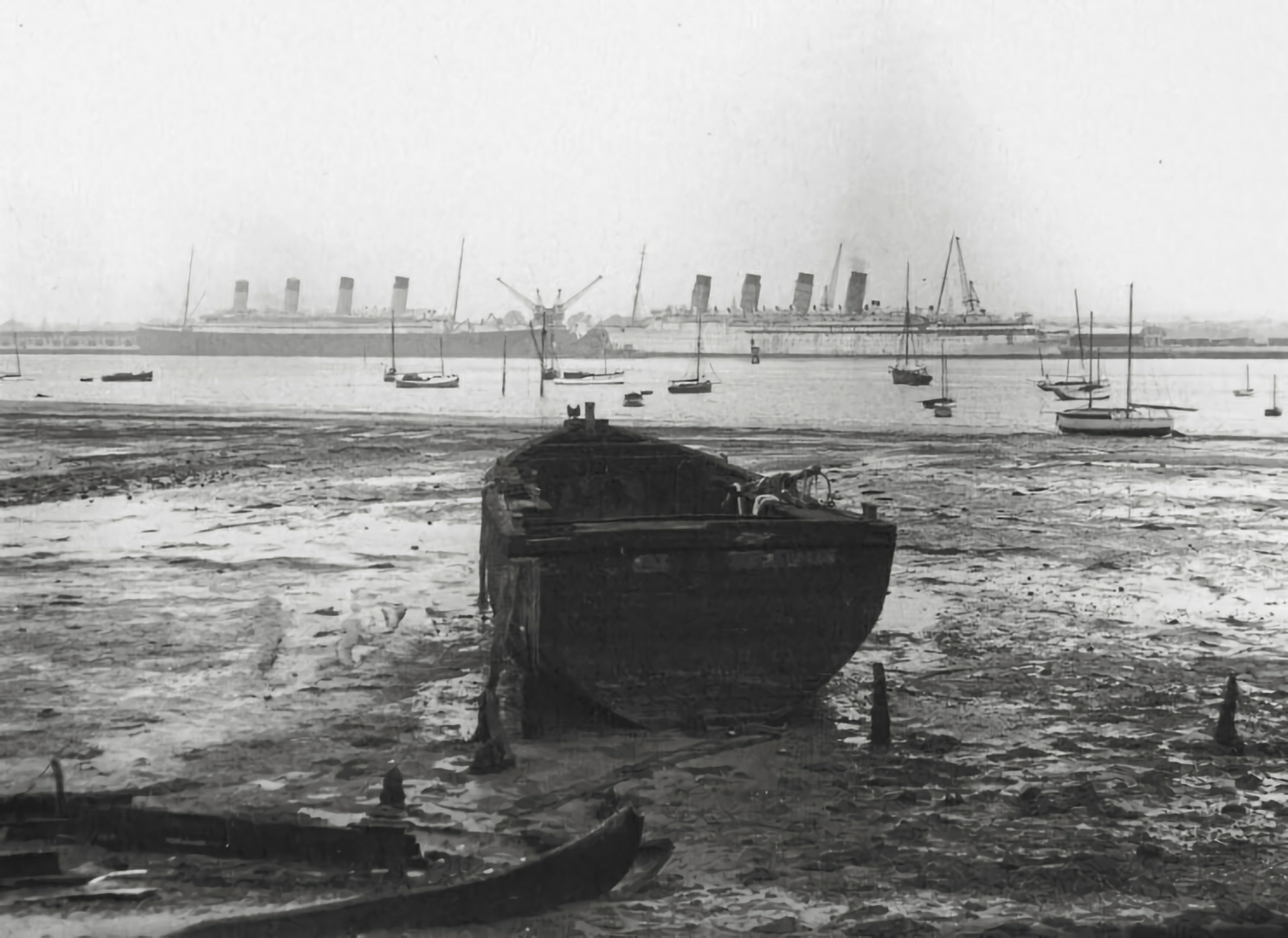
Le Mauretania (à droite) et l’Olympic (à gauche) en 1935, attendant leur dernier voyage pour la démolition.

Le Mauretania est retiré du service en septembre 1934, au terme d'une dernière traversée reliant New York à Southampton. Il effectue cette traversée à une vitesse moyenne de 24 nœuds, celle-là même qui était prévue dans son contrat de départ, puis est laissé à quai avec l’Olympic dans le port de Southampton, après vingt-huit ans de bons et loyaux services pour la Cunard. En effet, la fusion des deux compagnies implique un double stock de navire qu'il s'agit de réduire, et l'arrivée du Queen Mary nécessite de se débarrasser des plus anciens navires.
En mai 1935, ses meubles et aménagements sont vendus aux enchères, et il quitte Southampton pour la dernière fois le 1er juillet de cette même année pour les ferrailleurs T. W. Wards de Rosyth. L'un de ses anciens commandants, Sir Arthur Rostron (capitaine du Carpathia durant le naufrage du Titanic) vient le voir pour son départ, mais refuse de monter à bord, déclarant préférer s'en souvenir tel qu'il était sous son commandement.
En chemin vers la casse, le Mauretania s'arrête dans son berceau de la Tyne pour une heure et demie, accueillant une foule de touristes et le Lord Maire de Newcastle. Le maire lui dit adieu de la part des habitants de la ville, et son dernier capitaine, A. T. Brown, achève son voyage. Il passe notamment sous le pont du Forth, ce qui le force à couper ses mâts, puis arrive à la casse.
La démolition de ce paquebot tant aimé entraîne une vague de protestations de nombreux habitués, dont le président Franklin D. Roosevelt qui écrit une lettre s'opposant à sa démolition.

## L'héritage duMauretania

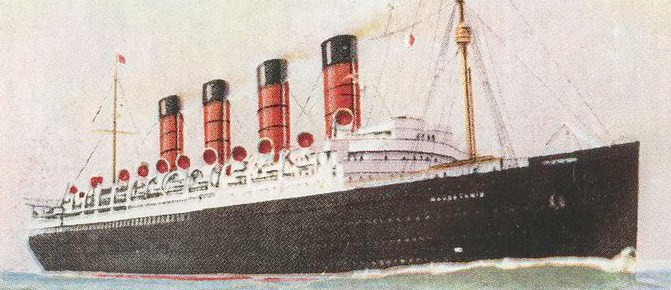
Le Mauretania sur une carte de cigarettes.

Certains des meubles du Mauretania ont été installés dans un bar-restaurant de Bristol, le Mauretania Bar (de nos jours le Java Bristol). La salle du bar était décorée d'un panneau d'acajou venant de la bibliothèque des premières classes.
Le Mauretania est également cité dans une chanson, Firing the « Mauretania », interprétée par Redd Sullivan et Hughie Jones. Il est également cité dans le film Titanic de James Cameron, lorsque Rose déclare à propos du Titanic : « Je ne vois pas pourquoi tout ce tapage, il n'a pas l'air plus grand que le Mauretania ! », et que son fiancé lui répond : « Il est trente mètres plus long que le Mauretania… et beaucoup plus luxueux. »